# Anemone richardsonii
Anemone richardsonii är en ranunkelväxtart som beskrevs av William Jackson Hooker. Anemone richardsonii ingår i släktet sippor, och familjen ranunkelväxter. Inga underarter finns listade i Catalogue of Life.

## Bildgalleri

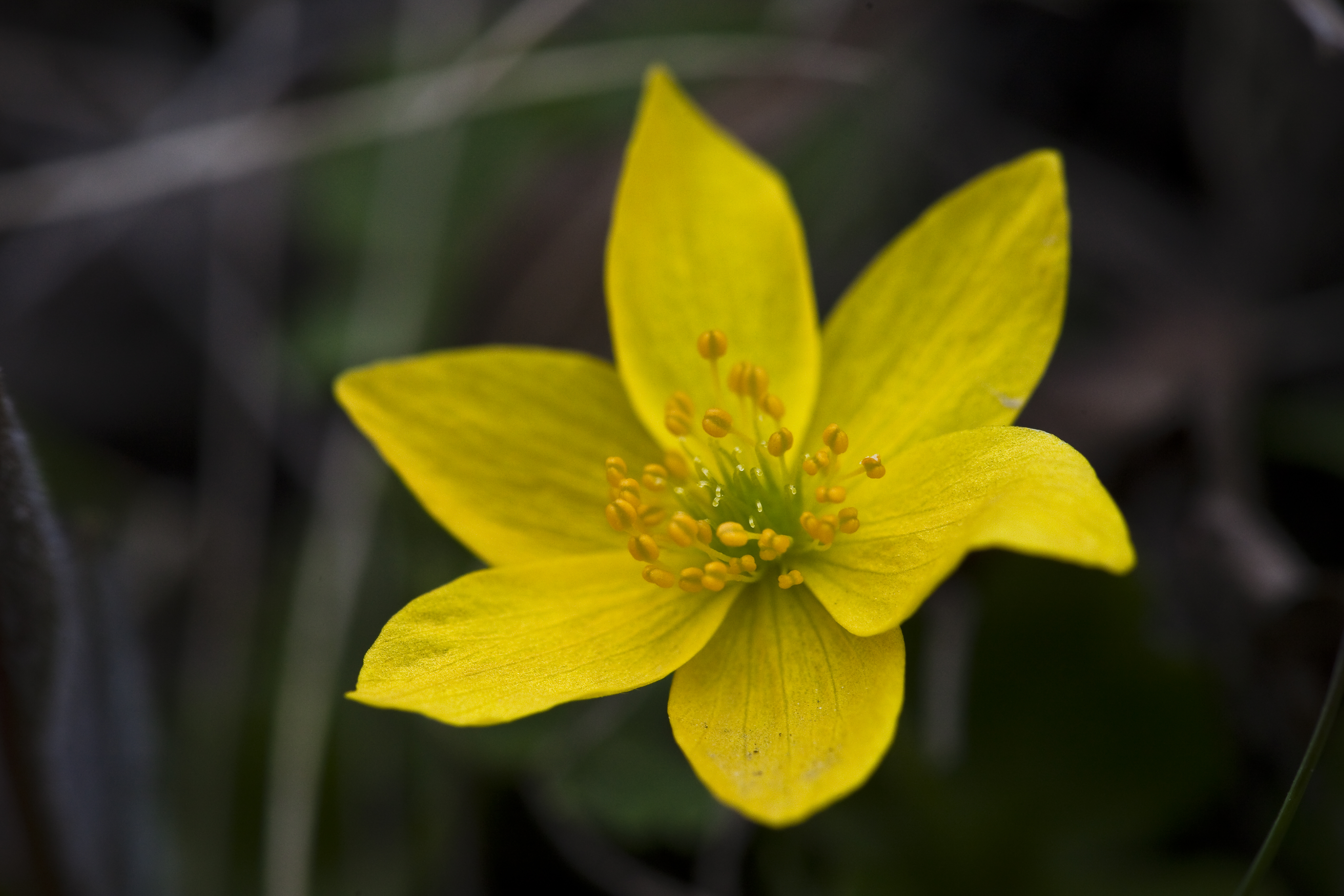